# Axel Sparre
Axel Sparre (* 9. Januar 1652 in Visby; † 31. Mai 1728 in Brokind) war Graf, schwedischer Feldmarschall, General im Großen Nordischen Krieg und Künstler.

## Leben
Sparre wurde als Sohn von Axel Karlsson Sparre (Gouverneur von Gothaland und Ostgothaland) und Margareta Oxenstierna geboren. Er wurde am 9. Januar 1652 in Visby geboren. Im Alter von 20 Jahren begann er seine militärische Karriere, als er in die holländische Armee aufgenommen wurde. Er nahm am Holländischen Krieg (1672–1675) teil. Nachdem er in Dienste der Schwedischen Armee trat, beteiligte er sich am Krieg Dänemarks gegen Schweden um Schonen. Im Jahr 1676 bekam er den Rang eines Hauptmanns der Garde, ein Jahr später wurde er Oberstleutnant des Närke-Värmland-Regiments. Als Anhänger des Kronprinzen Karl beeinflusste er im Jahr 1697 die Entscheidung des Reichstags, den jungen Thronfolger vorzeitig für volljährig zu erklären und ihn als Karl XII. auf den Thron zu setzen. Im Jahr 1699 bekam Sparre den Rang eines Obersts und bekam das Kommando über das Värmland-Regiment, mit dem er sich der Armee Karls XII. gleich nach der Schlacht bei Narva (1700) anschloss. Im Jahr 1705 wurde er Generalmajor. Sparre zeigte sich als mutiger Kämpfer in der Schlacht bei Klissow und der Schlacht bei Fraustadt. Als Karl XII. den Russlandfeldzug begann, war er selbst so sehr von seinem Sieg überzeugt, dass er Sparre den Posten des Gouverneurs von Moskau versprach. In der Schlacht bei Poltawa am 27. Juni 1709 befehligte Axel Sparre eine der vier Kolonnen des schwedischen Heeres, das die russischen Redouten attackierte. Später hat er sich, ohne Erfolg, bemüht, die Heereseinheiten vom General Carl Gustav Roos vor der Umzingelung und Vernichtung zu retten. Nach der Niederlage der Schweden in der Schlacht bei Poltawa begleitete Generalmajor Sparre mit einem kleinen Trupp den König über die Grenze nach Bender in das Osmanische Reich. Im Jahr 1710 bekam er den Rang eines Generalleutnants. Sparre beteiligte sich an dem Zusammenstoß des Königs mit den Osmanen im Februar 1713 (vgl. Handgemenge von Bender) und war zusammen mit Karl XII. einige Tage in osmanischer Gefangenschaft.

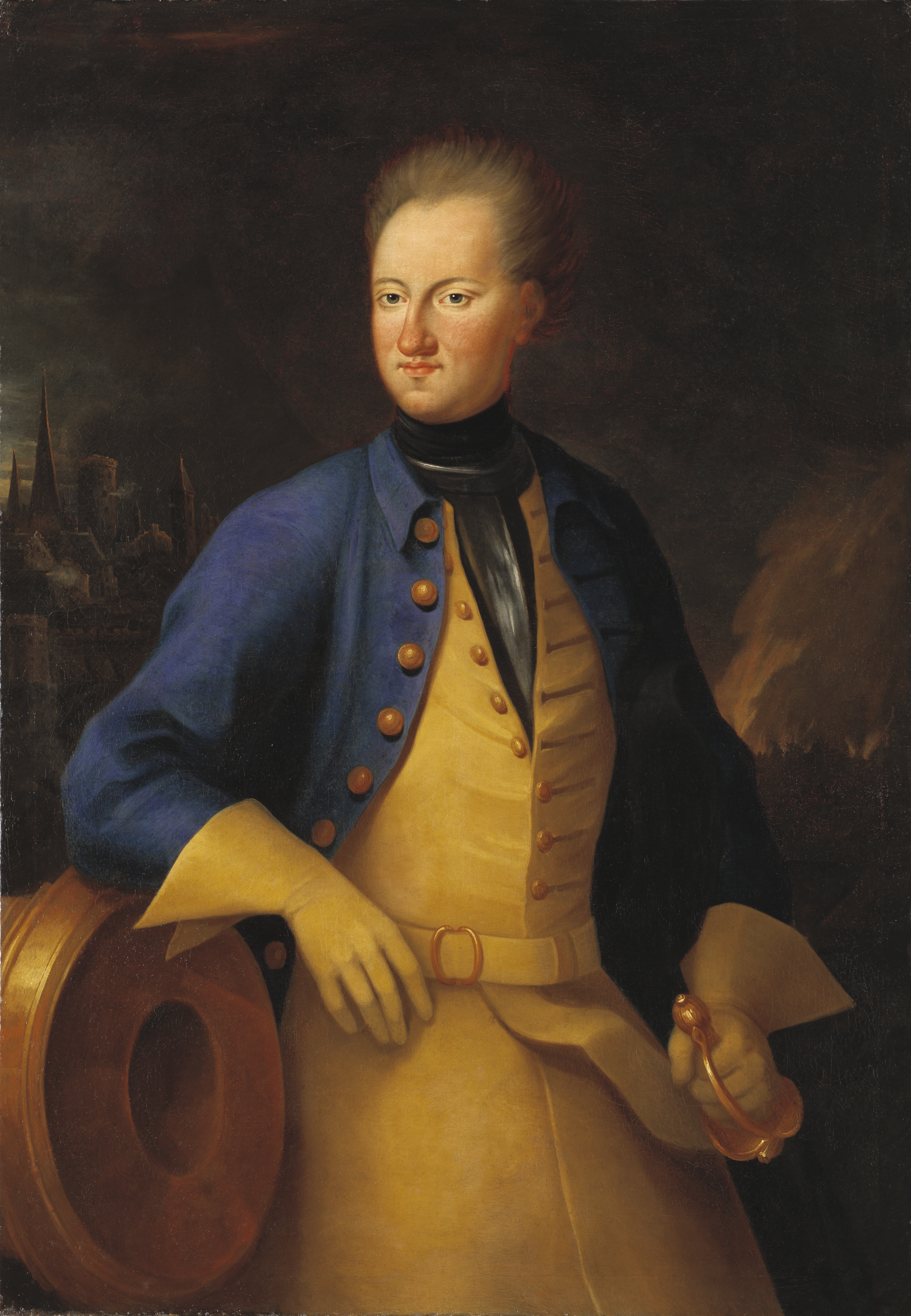
Axel Sparre: Porträt Karl XII. in Bender

Axel Sparre war auch ein talentierter Porträt-Maler, obwohl er keine Ausbildung zum Kunstmaler hatte. Sein Porträt Karls XII. aus dem Jahr 1712 befindet sich in der Kunstgalerie in Gripsholm, Schweden. Karl XII. liebte Sparre für seinen Humor und Frohsinn. Bevor Karl XII. das schwedische Lager in Varnitza (im heutigen Moldawien) verließ, übergab er Axel Sparre alle Befehlsvollmachten über mehr als 1000 zurückgelassene schwedische Soldaten. Das war keine leichte Aufgabe, die ihm da übertragen wurde: die Versorgung der Soldaten mit Lebensmitteln und das Hinausführen der Truppe aus den osmanischen Gebieten. Außerdem sollte er sich um den Schützling Karls XII., den exilierten Polenkönig Stanislaus Leszczynski, kümmern, der einige Tage nach den blutigen Kämpfen der Schweden gegen die Osmanen in Bender eintraf. Ende des Jahres 1713 bekam Axel Sparre den Rang des Generals der Infanterie und begann im September 1714 den langen und beschwerlichen Rückzug über Ungarn und Deutschland zurück nach Schweden. Im Februar 1715 übergab er das Kommando über die aus fünf Heereseinheiten bestehende Truppe an General Carl-Gustav Hårdh. In den Jahren 1717–1718 befand sich Sparre als persönlicher Gast des exilierten Königs Stanislaus Leszczynski in Zweibrücken. Nach seiner Rückkehr in die Heimat im Jahr 1719 unterstützte er den Ehemann der Königin Ulrika Eleonora, den sie als Friedrich auf dem Thron gesetzt hatte. Bald darauf wurde Sparre in den Stand des Grafen erhoben und bekam den Rang eines Feldmarschalls. Axel Sparre starb kinderlos am 31. Mai 1728 in Brokind.